# Karl-Heinz Scholtyssek
Karl-Heinz Scholtyssek (* 14. Februar 1931 in Beuthen in Oberschlesien) ist ein ehemaliger deutscher Botschafter.

## Leben
Karl-Heinz Scholtyssek, Sohn von Richard Scholtyssek und dessen Frau Elisabeth, geborene Weissenberg, begann nach dem Abitur ein Studium der Volkswirtschaftslehre an der Universität zu Köln. 1951 absolvierte er mit finanzieller Unterstützung durch das Fulbright-Programm einen Studienaufenthalt am Hamilton College und schloss 1955 sein Studium als Diplom-Volkswirt ab. Am 21. Juli 1958 erfolgte seine Promotion zum Dr. rer. pol. an der Wirtschafts- und Sozialwissenschaftlichen Fakultät der Universität zu Köln mit der Dissertation Das Gemeindefinanzsystem: Ein Vergleich zwischen der Bundesrepublik Deutschland und England.
1959 trat Scholtyssek in den Auswärtigen Dienst ein und fand Verwendungen in der Zentrale des Auswärtigen Amtes in Bonn sowie an den Auslandsvertretungen in Algier, Madrid, Sydney, Wellington, Hongkong, Athen und Rio de Janeiro. Nachdem er von 1981 bis 1986 das Exequatur als Generalkonsul in Melbourne innegehabt hatte, war er zwischen 1986 und 1989 im Presse- und Informationsamt der Bundesregierung tätig. 1989 löste er Klaus Max Franke als Botschafter in Bangladesch ab und verblieb dort bis 1993, woraufhin Jürgen Gehl seine dortige Nachfolge antrat. Zuletzt wurde er 1993 Nachfolger von Martin Schneller als Botschafter der Bundesrepublik Deutschland in Nepal und übte dieses Amt bis zu seinem Eintritt in den Ruhestand 1996 aus, wonach Klaus Barth ihn ablöste.
Scholtyssek ist Vater zweier Töchter und durch die Heirat seiner Tochter Christina Scholtyssek der Schwiegervater des Titelhändlers Hans-Hermann Weyer.

## Veröffentlichung
- Das Gemeindefinanzsystem: Ein Vergleich zwischen der Bundesrepublik Deutschland und England. Dissertation, Universität Köln, 1958.